# Stazione di Cimitile
La stazione di Cimitile è una stazione della ferrovia Circumvesuviana, sita nell'omonimo comune.
Si trova sulla ferrovia Napoli-Nola-Baiano.

## Strutture e impianti
La stazione è posta in pieno centro cittadino e dispone di un fabbricato viaggiatori. All'interno della stazione si contano due binari, muniti di due marciapiedi; entrambe le banchine hanno una pensilina.
La stazione di Cimitile si differenziava dalle altre della stessa tipologia per avere un tetto a tre spioventi.
In una vecchia Guida del Touring Club Italiano veniva riportato che a più di 1 km a destra della linea, al di là del Torrente Clanio, vi è Tufino, nel cui territorio, ai piedi del Monte Visciano a Sud, vi erano cave di pietre, servite da un tronco della Stazione di Cimitile. Tale citazione trova riscontro in una piantina del 1915.

## Movimento
Il traffico passeggeri della stazione è discreto, ed è molto più intenso nelle ore di punta. Nelle immediate vicinanze sono fruibili le note basiliche paleocristiane di Cimitile.

## Servizi
La stazione dispone di:
- Biglietteria
- Telefoni pubblici
- Servizi igienici